# Bröllopsbesvär (1964)
Bröllopsbesvär är en svensk dramafilm från 1964, baserad på Stig Dagermans roman med samma namn från 1949. I huvudrollerna ses Jarl Kulle, Christina Schollin, Edvin Adolphson och Isa Quensel.

## Handling
Hildur ska gifta sig med en dubbelt så gammal man, men hon väntar barn med en annan man. Hennes blivande man ska dessutom ha barn med gårdens piga. Filmen utspelar sig under bröllopsfesten och bröllopsnatten.

## Om filmen
Filmen spelades in vid Filmstaden i Råsunda och i Molnsättra vid Översjön i Järfälla. Filmen hade premiär den 24 augusti 1964 och är tillåten från 15 år. Filmen har visats som matiné vid ett flertal tillfällen på SVT, bland annat i oktober 2018.

## Rollista
- Jarl Kulle – Hilmer Westlund, slaktare, brudgummen
- Christina Schollin – Hildur Palm, bruden
- Edvin Adolphson – Victor Palm, Hildurs far
- Isa Quensel – Hilma Palm, Hildurs mor
- Lars Ekborg – Simon Simonsson, slaktare
- Lena Hansson – Siri, Westlunds dotter
- Catrin Westerlund – Irma Palm, Hildurs syster
- Margaretha Krook – Mary, bröllopsgäst
- Tor Isedal – Rudolf Palm, Hildurs bror
- Yvonne Lombard – Svea, Sörens fästmö, Westlunds piga
- Georg Årlin – Johan Borg, sångare
- Ove Tjernberg – Ivar, en luffare
- Lars Lind – Sören, dräng
- Lars Passgård – Martin
- Lasse Pöysti – nasaren
- John Norrman – Bjuhr, bröllopsgäst
- Gösta Krantz – Nisse Johansson, bröllopsgäst
- Claes Esphagen – Wallinder, bröllopsgäst
- Tommy Nilson – Tok-Anders, en utvecklingsstörd
- Peter Thelin – Gunnar, Irmas son
- Ulla Edin – Rullan, servitris
- Siegfried Fischer – Philip
- Jessie Flaws – Mary Lou, flickan i drömmen
- Agda Helin – fru Bjuhr
- Sten Mattsson – Hagström
- Thor Zackrisson – Karlsson
- Frithiof Bjärne – biff-föreståndaren i drömscenen
- Sten Ardenstam – prästen
- Sven Holmberg – fattighusföreståndaren
- Sten Raoul – den svarte uppassaren i drömscenen

## Utmärkelser
- 1965 – Guldbagge, bästa manliga huvudroll: Jarl Kulle
- 1965 – Guldbagge, bästa film